# Jan Zebrzydowski
Jan Zebrzydowski herbu Radwan (ur. 1583, zm. 6 września 1641) – miecznik koronny w latach 1620–1641,  starosta lanckoroński w 1617 roku, starosta nowokorczyński, pułkownik wojska powiatowego województwa krakowskiego w 1624 i 1632 roku, rotmistrz wojska powiatowego województwa krakowskiego w 1620 roku, 1624 roku, 1632 roku.

## Życiorys
Syn Mikołaja Zebrzydowskiego marszałka wielkiego koronnego i Doroty Herburtówny (zm. 1610) z Felsztyna.
Jan w domu rodzinnym zdobył staranne wychowanie i elementarne wykształcenie. W wieku trzynastu lat rozpoczął studia na Akademii Krakowskiej. Od 1601 r. jego nauczycielem był ks. Szczęsny Żebrowski, matematyk z Akademii Wileńskiej, a i później ks. Tomasz Bucki, kustosz kolegiaty św. Michała na Wawelu i proboszcz w Pacanowie. W 1603 r. Jan Zebrzydowski został członkiem jezuickiej Sodalicji Mariańskiej. Był wiernym przyjacielem, obrońcą i dobrodziejem Towarzystwa Jezusowego, wspierając klasztor św. Barbary coroczną jałmużną.
W 1604 r. podczas wojny Austrii z Turcją dwudziestoletni Jan stanął na czele chorągwi, zwanej Milicją św. Michała, i wyruszył pod Ostrzyhom na Węgry. Kiedy przybył na miejsce, Turcy odstępowali od miasta. Mikołaj Zebrzydowski poczytał to wydarzenie za opatrznościowe, dlatego wysłał syna w 1605 r. na pielgrzymkę do kościoła św. Michała do Gargano w Apulii. Po drodze Jan zwiedził Hiszpanię, Francję, Niemcy i w 1608 r. powrócił do kraju. 
Trzy lata później ożenił się z Barbarą Lubomirską, córką Sebastiana, kasztelana wojnickiego i jego drugiej żony – Anny Branickiej. Barbara wydała na świat pięcioro dzieci: Zofię (1612) – zamężną Szyszkowską starościnę warecką, Michała (1613), Annę (1614) – żonę Abrahama Gołuchowskiego starosty stężyckiego, Franciszka Floriana (1615) kasztelana lubelskiego, Reginę Anastazję (1617) – dominikankę pod imieniem Dominika. Po śmierci kasztelanki (1629/1630) Jan ożenił się po raz drugi, z Ewą Katarzyną Warszycką, która zmarła w 1643 r., nie pozostawiając potomka.
Poseł województwa krakowskiego na sejm zwyczajny 1613 roku. 
Był elektorem Władysława IV Wazy z województwa krakowskiego w 1632 roku, podpisał jego pacta conventa. Był marszałkiem sejmiku województwa krakowskiego w 1632 roku. Poseł na sejm koronacyjny 1633 roku.
Na co dzień syn fundatora Kalwarii prowadził życie głęboko religijne. Oddawał się pobożnym rozmyślaniom na Dróżkach, działał w bractwie św. Anny. Zmarł 6 września 1641 r. w Nowym Korczynie. Został pochowany w kościele w Kalwarii.